# Corea
|  | Per a altres significats, vegeu «Corea (desambiguació)». |

Corea — 한국 Hanguk hanɡuːk o 조선 Joseon /tɕosʌn/ — és un país de l'Extrem Orient que ocupa la península de Corea dividit actualment en dos estats separats: Corea del Nord i Corea del Sud. Limita amb la República Popular de la Xina (nord/nord-oest) Rússia al nord-est, i Japó a l'est per l'estret de Corea i el mar del Japó; i separat de la República de la Xina (Taiwan) al sud pel mar de la Xina Oriental. Disposa d'una superfície de poc menys d'un quart de milió de quilòmetres quadrats.

Les proves arqueològiques i lingüístiques suggereixen que els orígens dels coreans eren gent de parla altaica de la Sibèria sud/central,
que poblava l'antiga Corea en successives onades des del Neolític fins a l'edat del bronze. L'adopció del sistema d'escriptura xinesa ("Hanja" en coreà) en el segle ii aC, i budisme al segle iv, va tenir profunds efectes sobre els Tres regnes de Corea.
Corea fou unificada per l'emperador Taejo de la dinastia Goryeo en 936. Goryeo era un estat altament desenvolupat i creà el Jikji al segle xiv, utilitzant la primera impremta de tipus movible del món. Les invasions mongoles al segle xiii, tanmateix, debilitaren el pais, que fou convertit en un estat tributari. Després de l'esfondrament de l'Imperi Mongol, la disputa política severa seguia i Goryeo fou reemplaçat per la dinastia Joseon el 1388.
Els primers 200 anys de Joseon foren marcats per la pau relativa i veieren la creació del hangul (alfabet coreà) creat pel rei Sejong el Gran al segle xiv i l'ascens de la influència de confucianista al país. Tanmateix, a les darreries de la dinastia, la política aïllacionista de Corea li feu guanyar el renom occidental de "Regne Ermità". Per finals del segle xix, el país es convertia en l'objecte dels desitjos colonials del Japó, que l'annexà durant l'era Meiji. El 1910, Corea era annexionada pel Japó i romania així fins al final de la Segona Guerra Mundial l'agost de 1945.
El 1945, la Unió Soviètica i els Estats Units acordaren la rendició de forces japoneses a Corea i les tropes soviètiques ocupaven el nord del paral·lel 38, mentre que les tropes dels EUA ocuparen la Corea al sud d'aquest paral·lel. Aquesta decisió dels exèrcits aliats aviat es convertiria en la base per la divisió de Corea per part de les superpotències, incrementats per la seva incapacitat d'arribar a un acord per a la independència coreana. Els dos rivals de la Guerra Freda establiren governs afins a les seves pròpies ideologies, conduint a la divisió actual de Corea en dues entitats polítiques: Corea del Nord i Corea del Sud. El subsegüent conflicte de la Guerra de Corea consolidà aquesta divisió.
Corea del Nord, oficialment la República Democràtica de Corea, és un estat unipartidista d'economia planificada. Corea del Sud, oficialment la República de Corea, és un país de mercat lliure i desenvolupat, membre de l'Organització per a la Cooperació i el Desenvolupament Econòmic (OCDE) i el G20.

## Història

### Prehistòria i Gojoseon
L'Acadèmia Coreana d'Amèrica del Nord descobrí fòssils humans antics en la lava en un lloc de la ciutat de pedra a Corea. Les anàlisis indiquen que els fòssils volcànics poden ser datats fins a 300.000 anys d'antiguitat.
La millor ceràmica coreana conservada pertany al Paleolític al voltant de 10000 aC, i el Neolític comença al voltant del 6000 aC.
La llegenda sobre la fundació de Gojoseon descriu a Dangun, un descendent celeste, establint el regne en 2333 aC fins a la caiguda en 108 aC.
La capital original podria haver estat a la frontera entre Corea i Manxúria, però fou més tard moguda al que és avui Pyongyang, Corea del Nord. El 108 aC, la dinastia Han xinesa derrotava Wiman Joseon i instal·lava les quatre comandàncies dels Han en l'àrea de la regió de Liaonin. Als volts de l'any 75 aC, tres d'aquelles comandàncies havien caigut, però la Comandància Lelang romania com a centre d'intercanvi cultural i econòmic amb successives dinasties xineses fins al 313, quan es rendí a Goguryeo.

### Període dels proto-regnes
El període dels proto-regnes de vegades anomenat el període dels múltiples estats , és la part anterior de què s'anomena comunament el període dels Tres Regnes de Corea, després de la caiguda de Gojoseon però abans de Goguryeo, Baekje, i Silla plenament desenvolupats com a regnes.
Aquest període visqué el sorgiment de nombrosos estats dels anteriors territoris de Gojoseon. el Regne Buyeo sorgia al que és l'actual Corea del Nord i el sud de Manxúria, al voltant del segle ii aC fins al 494. Els seus romanents foren absorbits per Goguryeo en 494, i tant Goguryeo com Baekje, dos dels Tres Regnes de Corea, es consideraven el seu successor. L'Okjeo i Dongye de Corea del nord s'absorbiren finalment al creixent Goguryeo.
Situat en la part del sud de la península de Corea, Samhan es refereix a les tres confederacions de Mahan, Jinhan, i Byeonhan. Mahan era el més gran i constava de 54 estats. Byeonhan i Jinhan constaven els dos de dotze estats, portant un total de 78 estats dins del Samhan. Aquestes tres confederacions finalment es convertien en Baekje, Silla, i Gaya.

### Tres Regnes

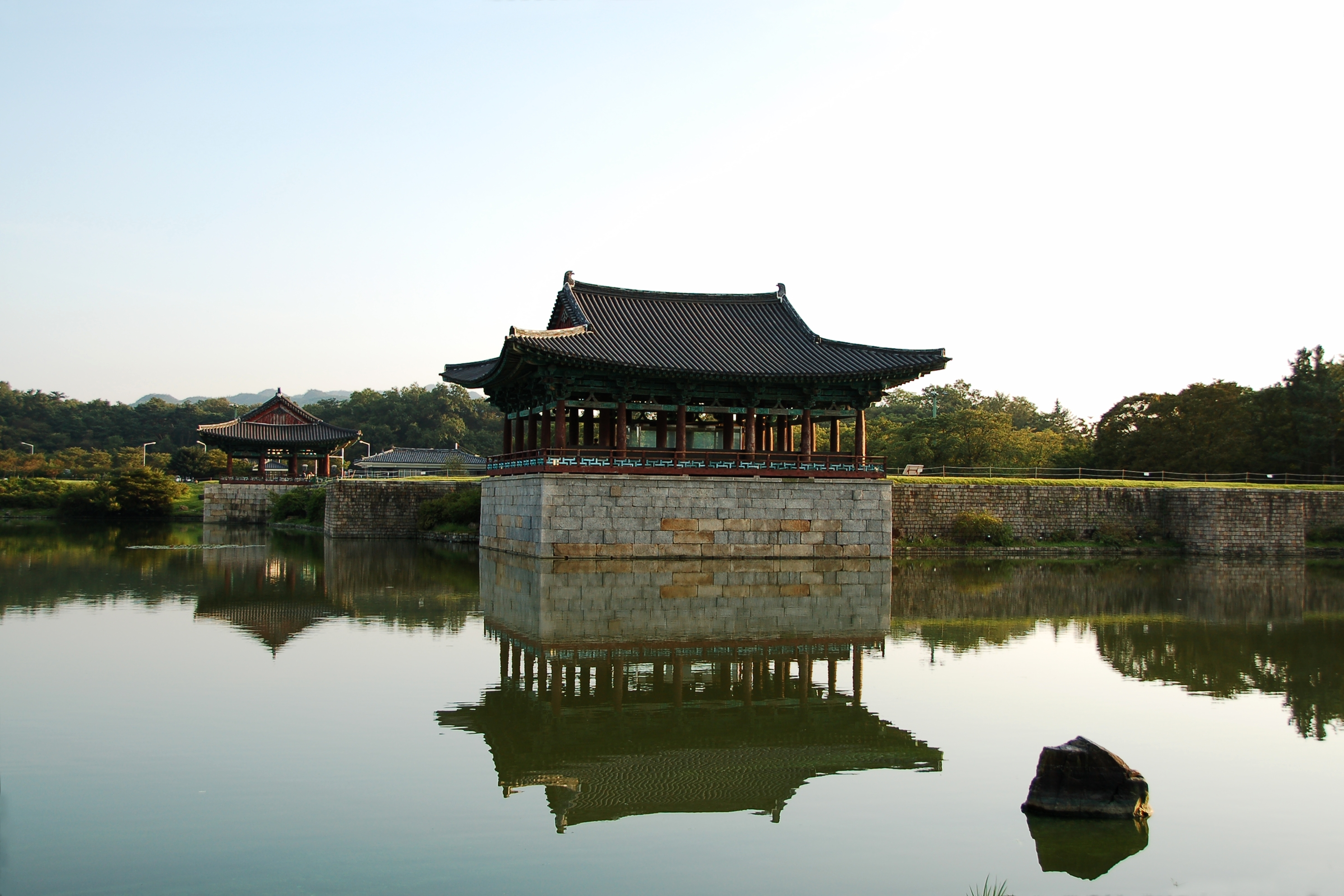
Anapji (llacuna d'Anap) en àrees històriques de Gyeongju

Els tres regnes de Corea (Goguryeo, Silla, i Baekje) dominaven la península i parts de Manxúria durant les primeries era comuna. Competien l'un amb l'altre tant econòmicament com militarment.
Goguryeo uní el Regne Buyeo, Okjeo, Dongye i uns altres estats a l'anterior territori Gojoseon.
Goguryeo era el poder més dominant; arribava al seu zenit al segle v, durant el regnat de Gwanggaeto "el Gran" i el seu fill, Jangsu expandí el territori a gairebé tota la Manxúria i part de la Mongòlia interior, i prenia la regió de Seül a Baekje. Gwanggaeto i Jangsu sotmeteren Baekje i Silla durant els seus regnats. Després del segle vii, Goguryeo estigué constantment en guerra amb les dinasties Sui i Tang de la Xina.
Fundat al voltant del que avui és Seül, el regne de Baekje del sud-oest s'expandí més enllà de Pyongyang durant el pic dels seus poders al segle iv. Havia absorbit tots els estats Mahan i havia subjugat la majoria de la península coreana occidental (incloent-hi les províncies modernes de Gyeonggi, Chungcheong i Jeolla, així com part de Hwanghae i Gangwon a un govern centralitzat. Baekje adquirí cultura i tecnologia xinesa a través de contactes amb les dinasties del sud durant l'expansió del seu territori. L'evidència històrica suggereix que la cultura, art, i llengua japonesa fou fortament influïdes pel regne de Baekje.

Encara que registres posteriors afirmen que Silla, en el sud-est, era el més antic dels tres regnes, es considera que fou l'últim regne per desenvolupar-se. Pel segle ii, Silla existia com a latifundi, ocupant i influint estats ciutat pròxims. Silla començava a guanyar poder quan annexionà la confederació Gaya el 562. Laa confederació Gaya estava situada entre Baekje i Silla. Els tres regnes de Corea sovint guerrejaven l'un amb l'altre i Silla sovint rebé la pressió de Baekje i Goguryeo però diversos cops Silla també s'alià amb Baekje i Goguryeo per guanyar domini sobre la península.
En 660, el Rei Muyeol de Silla ordenà als seus exèrcits que ataquessin Baekje. El general Kim Yu-shin (Gim Yu-sin), ajudat per forces de la dinastia Tang, conquerí Baekje. En 661, Silla i els tangs envaïren a Goguryeo però foren repel·lits. El Rei Munmu, fill de Muyeol i nebot del general Kim Yu-shin liderà una altra campanya en 667 i Goguryeo caigué l'any següent.

### Període dels Estats Units Cap al Nord Sud
Entre els segles v i vi, el poder de Silla gradualment s'estengué a través de la península coreana. Silla primer annexionà la confederació Gaya adjacent. Als volts de la dècada del 660, Silla formà una aliança amb la dinastia de Tang xinesa per conquerir Baekje i posteriorment Goguryeo. Després de repel·lir les forces xineses, Silla unificà parcialment la península, començant un període sovint anomenat Silla unificada.
Al nord, l'anterior general Goguryeo Dae Joyeong conduí un grup de refugiats Goguryeo a l'àrea de Jilin a Manxúria i fundà Balhae (698 - 926) com el successor de Goguryeo. A la seva alçada, el territori de Balhae s'estenia del nord de Manxúria fins a les províncies del nord de l'actual Corea. Balhae era destruït pels khitan el 926.
Silla unificada es desfé a finals del segle ix, cedint al tumultuós període tardà dels tres regnes (892-935).

### Goryeo
El país de Goryeo fou fundat el 918 i es reemplaçà a Silla com a dinastia governant de Corea. ("Goryeo" és una forma curta de "Goguryeo" i la font del nom "Corea"). La dinastia durà fins a 1392. Durant aquest període es feren codis legals i s'introduí un sistema de servei civil. Florí el budisme que s'estengué per tota la península. La publicació de Tripitaka Coreana en 80.000 blocs de fusta i la invenció de la primera impremta de tipus mòbil metàl·lica del món al segle xiii certifiquen les consecucions culturals de Goryeo. La dinastia fou amenaçada per invasions mongoles (1230 - 1270), però la línia dinàstica continuà sobrevivint fins a 1392 des que negociaven un tractat amb els mongols que es quedava el seu poder de sobirans. El 1350 el rei Gongmin era lliure per fi de reformar un govern Goryeo. Gongmin tenia diversos problemes, que incloïen la remoció dels aristòcrates i militars pro-mongols, la qüestió de la propietat de la terra, i que reprimia l'animositat creixent entre budistes i confucianistes.

### Dinastia Joseon

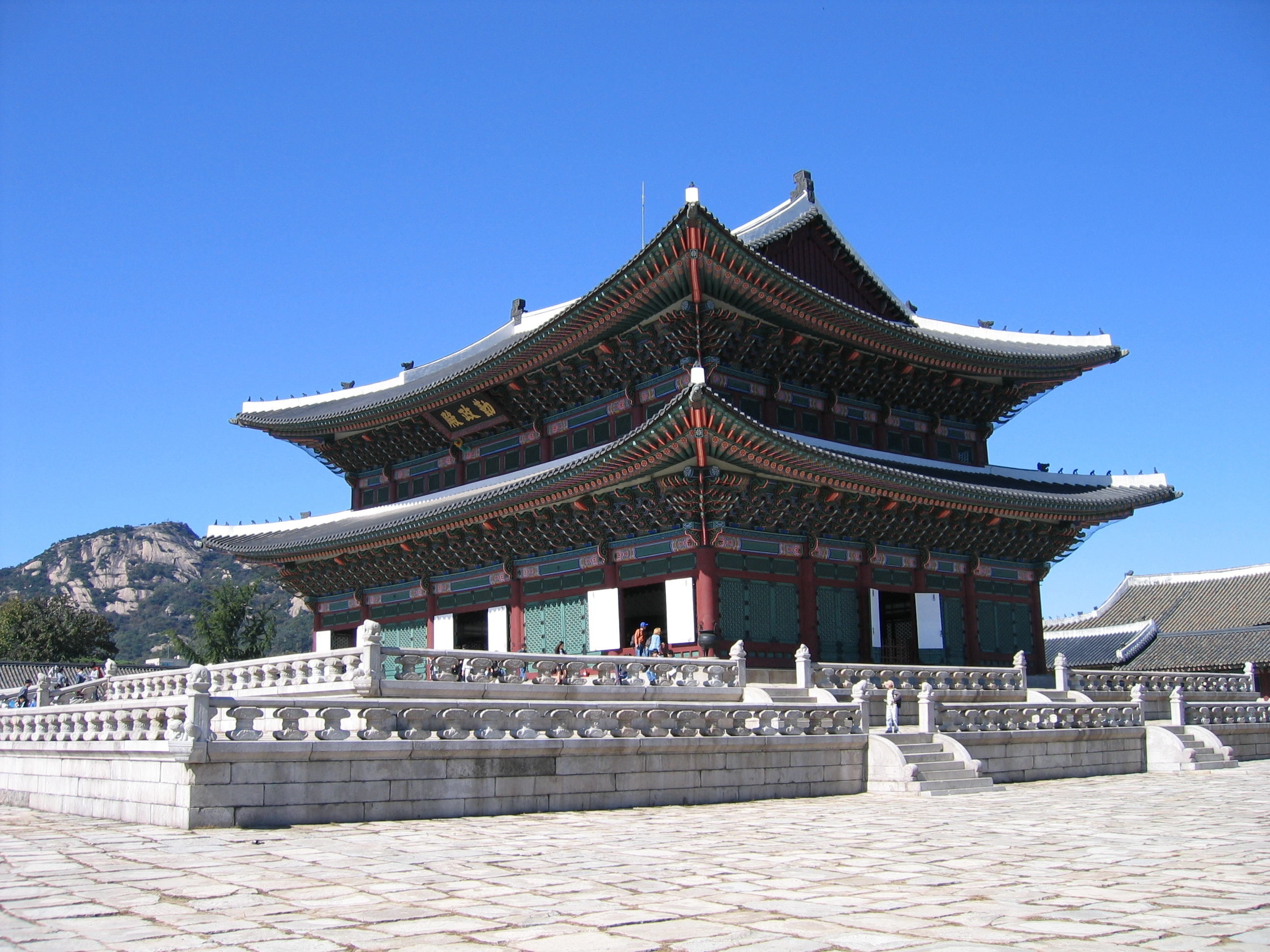
El Palau de Gyeongbokgung

El 1392, el general Yi Seong-gye o Taejo establí la dinastia Joseon (1392-1910) amb un cop d'estat sense pràcticament vessament de sang. L'anomenava la dinastia Joseon en honor de l'anterior Joseon (Gojoseon és el primer Joseon. "Go", significa "vell", fou afegit per distingir-les).
El rei Taejo mogué la capital a Hanseong (anteriorment Hanyang; avui dia Seül) i construí el palau de Gyeongbokgung. El 1394 adoptà el confucianisme com a religió oficial del país, ocasionant molta pèrdua de poder i riquesa als budistes. La filosofia que prevalia era el neo-confucianisme.
Joseon experimentà avenços en la ciència i cultura. El Rei Sejong el Gran (1418-1450) promulgà el hangul, l'alfabet coreà. El període veié diversos avenços tecnològics i culturals així com la dominació de neo-confucianisme sobre tota la península. Es creu que els esclaus, nobi, eren un terç de la població de la Corea Joseon.
Les invasions japoneses de Corea (1592 - 1598) Toyotomi Hideyoshi ordenà a les forces intentar envair Àsia a través de Corea, però fou completament derrotat per un exèrcit, dirigit per l'Almirall Yi Sun-sin amb ajuda de la dinastia Ming. Aquesta guerra també veié l'ascens de l'Almirall Yi Sun-sin amb el "vaixell Tortuga". Els anys 1620 i el 1630 Joseon va patir invasions manxurianes.
Després de la segona invasió manxuriana, Joseon experimentà un període de gairebé dos segles de pau. Els reis Yeongjo i Jeongjo conduïren a un nou renaixement de la dinastia Joseon.
Tanmateix, durant els darrers anys de la dinastia Joseon, la política aïllacionista de Corea li valgué el nom de "Regne ermità", principalment per protegir-se contra l'imperialisme occidental, abans que es veiés forçat a obrir-se al comerç, començà un domini colonial japonès.

### Imperi coreà

La primera descripció que sobreviu de la bandera coreana era impresa en un llibre de la Marina dels Estats Units d'Amèrica Flags of Maritime Nations el juliol de 1889.

Començà durant la dècada del 1870, el Japó forçà a Corea fora de l'esfera d'influència tradicional de la dinastia Qing. Com a resultat de la Primera Guerra Sinojaponesa (1894-1895), la dinastia Qing havia de deixar tal posició segons l'Article 1 del Tractat de Shimonoseki, que s'acordà entre la Xina i el Japó el 1895. Aquell mateix any, l'emperadriu Myeongseong fou assassinada per agents japonesos.
El 1897, la dinastia Joseon proclamà l'Imperi Coreà (1897-1910), i el Rei Gojong es convertia en l'emperador Gojong. Aquest breu període veié la modernització parcialment reeixida de l'exèrcit, l'economia, drets sobre la propietat, el sistema educatiu, i diverses indústries, influïdes per la intrusió política a Corea de Rússia, el Japó, França, i els Estats Units.
El 1904, la Guerra russojaponesa expulsà els russos fora de la lluita per Corea. A Manxúria el 26 d'octubre de 1909 An Jung-geun assassinà el que fou Resident general de Corea Ito Hirobumi pels seus esforços per l'ocupació de Corea.

### Ocupació japonesa

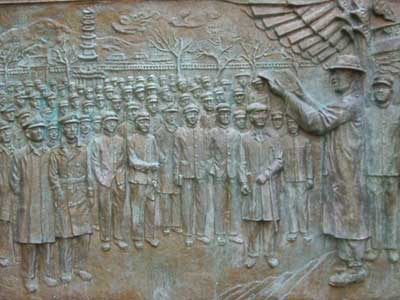
Placa commemorativa del moviment del primer de març al parc Pagoda de Seül.

El 1910, una Corea militarment ocupada fou forçada a signar el Tractat d'Annexió de Corea amb el Japó. El tractat fou signat per Lee Wan-Yong, que actuava amb poders generals atorgats per l'Emperador. Tanmateix, l'Emperador es diu que no ratificà de fet el tractat segons Yi Tae-jin. Hi ha una disputa llarga si aquest tractat era legal o il·legal a causa de la seva signatura sota coacció, amenaça de força i suborns.
La resistència coreana a la brutal ocupació japonesa

es manifestà en el moviment no violent conegut com a Moviment Primer de Març, de l'1 de març de 1919, quan 7.000 manifestants foren morts per policies i militars japonesos. El Moviment d'alliberació coreà s'estengué a les veïnes Manxúria i Sibèria.
Més de cinc milions de coreans foren reclutats per al treball a principis de 1939,
i desenes de milers d'homes foren forçats a incorporar-se a l'exèrcit japonès.
uns 400.000 obrers coreans perderen la vida a causa de la guerra.
Aproximadament 200.000 noies i dones,
principalment de la Xina i Corea, foren forçades a l'esclavitud sexual per als militars japonesos. El 1993, Yohei Kono admetia les injustícies terribles amb què s'encaraven aquestes eufemísticament anomenades "dones de comfort".
Durant el domini colonial japones, la llengua coreana se suprimia en un esforç per erradicar la identitat nacional coreana. Els coreans eren forçats a prendre cognoms japonesos, coneguts com a Sōshi-kaimei.
La cultura tradicional coreana patí fortes pèrdues, i es destruïren nombrosos artefactes culturals
o foren saquejats i enduts al Japó. Encara avui aquests valuosos artefactes coreans es poden trobar sovint en museus japonesos o en col·leccions privades.
Una investigació del govern sud-coreà identificà 75.311 actius culturals espoliats de Corea, 34.369 el Japó i 17.803 als Estats Units. Tanmateix, els experts calculen que més de 100.000 artefactes romanen de fet al Japó.
Oficials japonesos consideren tornar les propietats culturals coreanes, però fins avui això no ha ocorregut. Corea i el Japó encara discuteixen la propietat de les Roques de Liancourt, illots situats a l'est de la península coreana.
Hi hagué un nivell significatiu d'emigració als territoris d'ultramar de l'Imperi Japonès durant el període colonial japonès, incloent-hi Corea.
Al final de la Segona Guerra Mundial, hi havia més de 850.000 pobladors japonesos a Corea.
Després de la Guerra Mundial, la majoria d'aquests japonesos d'ultramar foren repatriats al Japó.

### Guerra coreana

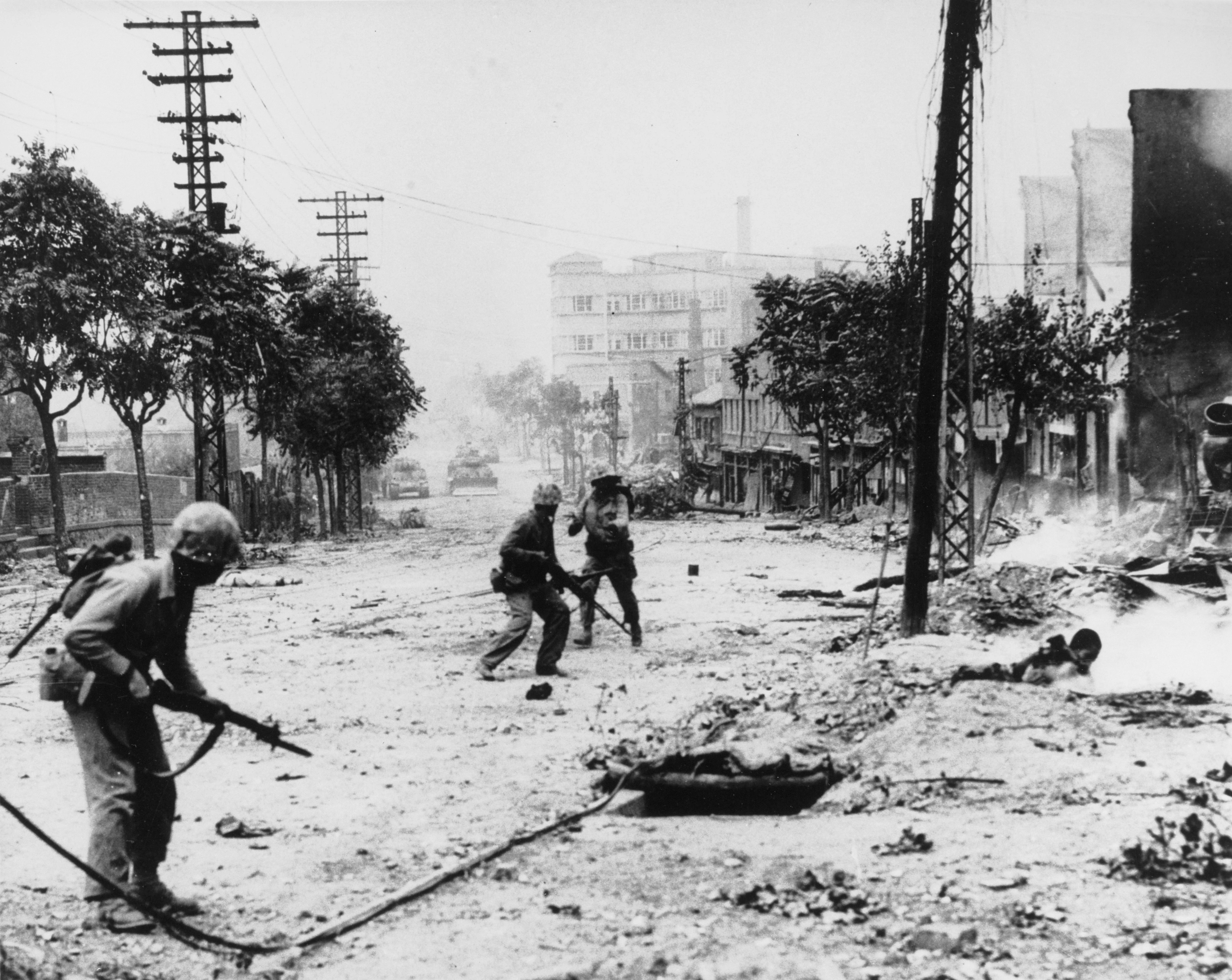
Combat urbà a Seül, el 1950, entre marines i nord-coreans pel domini de la ciutat.

Amb la rendició del Japó el 1945 les Nacions Unides desenvoluparen plans per una administració de fideïcomís, la Unió Soviètica que administraria el nord de la península paral·lel 38 i els Estats Units que administrarien el sud. La política del Guerra Freda ocasionà l'establiment el 1948 de dos governs separats, Corea del Nord i Corea del Sud.
El juny de 1950 Corea del Nord envaí el sud, utilitzant tancs i armament soviètics. Durant la Guerra de Corea (1950-1953) moriren milions de civils i els tres anys de lluita per tota la nació destruïren eficaçment la majoria de les ciutats. Al voltant de 125,000 Pows es captava i era aguantat pels americans i South Koreans en Geojedo (una illa al sud). La guerra "acabà" de facto amb un acord d'armistici de Corea  marcant una línia de delimitació militar (terra de ningú) al voltant de les fronteres terrestres i marítimes entre les dues Corees.

### Divisió de Corea
Les seqüeles de la segona guerra mundial deixaren Corea dividida al llarg del paral·lel 38, amb el nord sota ocupació soviètica i el sud sota l'ocupació d'altres països aliats. Consegüentment, Corea del Nord, un règim socialista soviètic de caràcter estalinista, s'establia al nord mentre la Corea del Sud, una república d'estil capitalista, s'establia al sud. La Guerra de Corea esclatà quan Corea del Nord amb el suport de l'URSS envaí Corea del Sud, encara que cap bàndol no guanyà gaire territori com a resultat. La península de Corea quedà partida en dos estats marcats per la zona desmilitaritzada coreana esdevenint de facto frontera entre les dues Corees.
Des de la dècada del 1960, l'economia de sud-coreana ha augmentat enormement i l'estructura econòmica s'ha transformat radicalment. El 1957 Corea del Sud tenia un PIB per capita més baix que el de Ghana,
i el 2008 era disset cops més alt que aquest mateix país.
En contrast Corea del Nord fou assolada per epidèmies de fam a partir de 1995 i culminà el 1997. Segons l'Agència d'Intel·ligència de Corea del Sud, un informe intern del Ministeri de Seguretat Pública de Corea del Nord estimava que perdia entre 2,5 i 3 milions d'habitants des de 1995 fins al març de 1998.

## Geografia

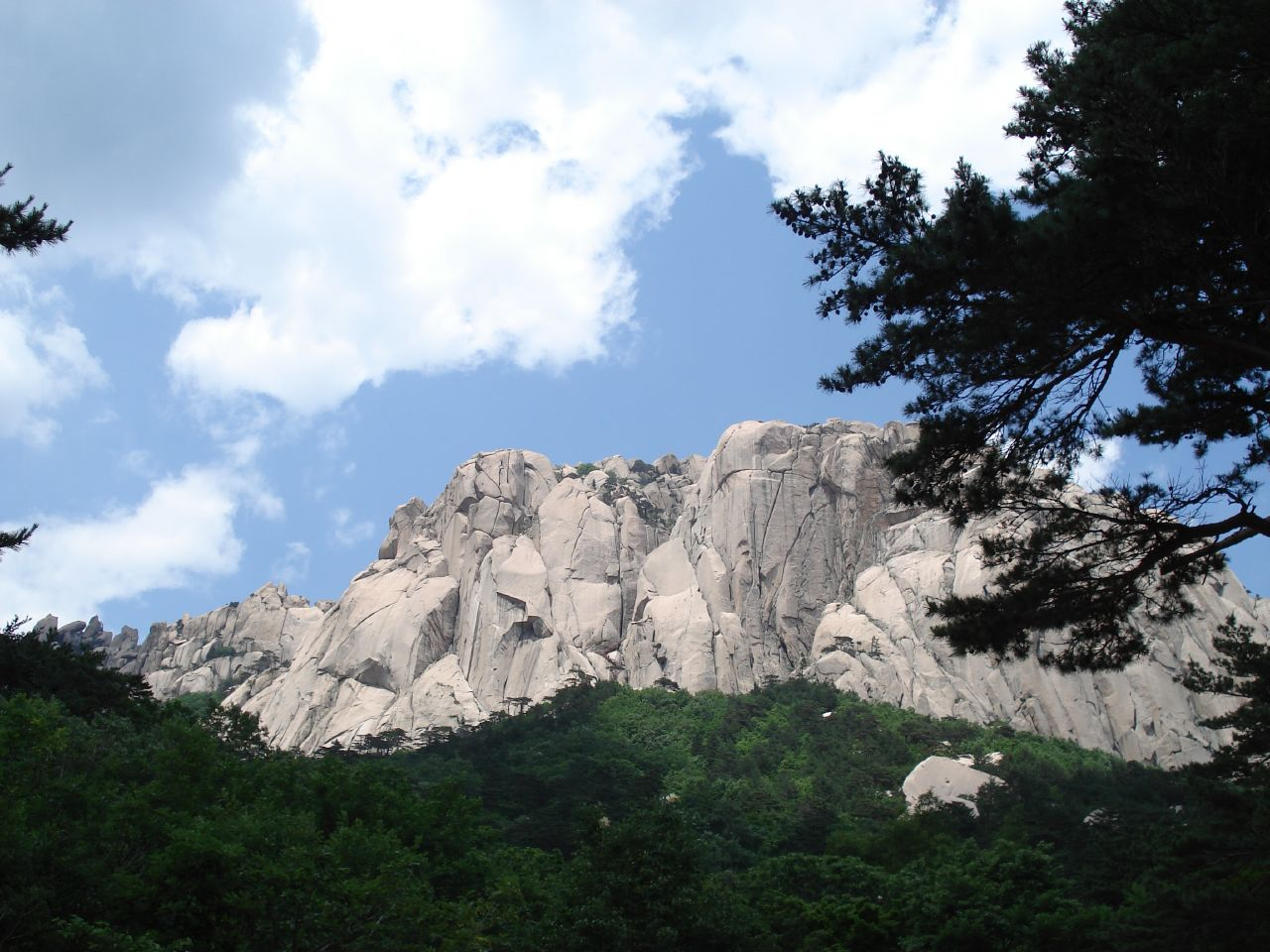
Imatge del mont Seorak

Corea és a la península de Corea a l'Àsia oriental. Cap al nord-est el riu Yalu separa Corea de la Xina i al nord-est, el riu Duman o Tumen separa Corea de la Xina i Rússia. La Mar Groga és a l'oest, el mar de la Xina Oriental i l'estret de Corea és al sud, i la mar del Japó és a l'est.
Illes notables són l'illa de Jeju (Jeju-do), l'illa d'Ulleung (Ulleungdo), i les roques de Liancourt (Dokdo).
Les parts del sud i occidentals de la península tenen planes ben desenvolupades, mentre que les parts orientals i del nord són muntanyoses. La muntanya més alta a Corea és el mont Paektu o Paektusan (2.744 msnm), a través del qual discorre la frontera amb la Xina. L'extensió al sud del mont Paektu és un altiplà anomenat Gaema. Aquest altiplà s'alçà principalment durant l'orogènia cenozoica, i és cobert i en part per matèria volcànica. Al sud de Gaema, les successives muntanyes altes estan situades al llarg de la costa oriental de la península. Aquesta serralada s'anomena Baekdudaegan. Algunes muntanyes significatives inclouen el mont Kumgangsan o Kumgang (1,439 m), el Sobaek o Sobaeksan (1.638 m), el Kumgang o Kumgangsan (1.638 m), El mont Seorak o Seoraksan (1.708 m), Taebaek o Taebaeksan (1.567 m), i El mont Jiri o Jirisan (1.915 m). Hi ha unes quantes serralades secundàries més baixes, la direcció del qual és gairebé perpendicular al Baekdudaegan. Es desenvolupen al llarg de la línia tectònica d'orogènia mesozoica i les seves direccions són bàsicament cap al nord-oest.

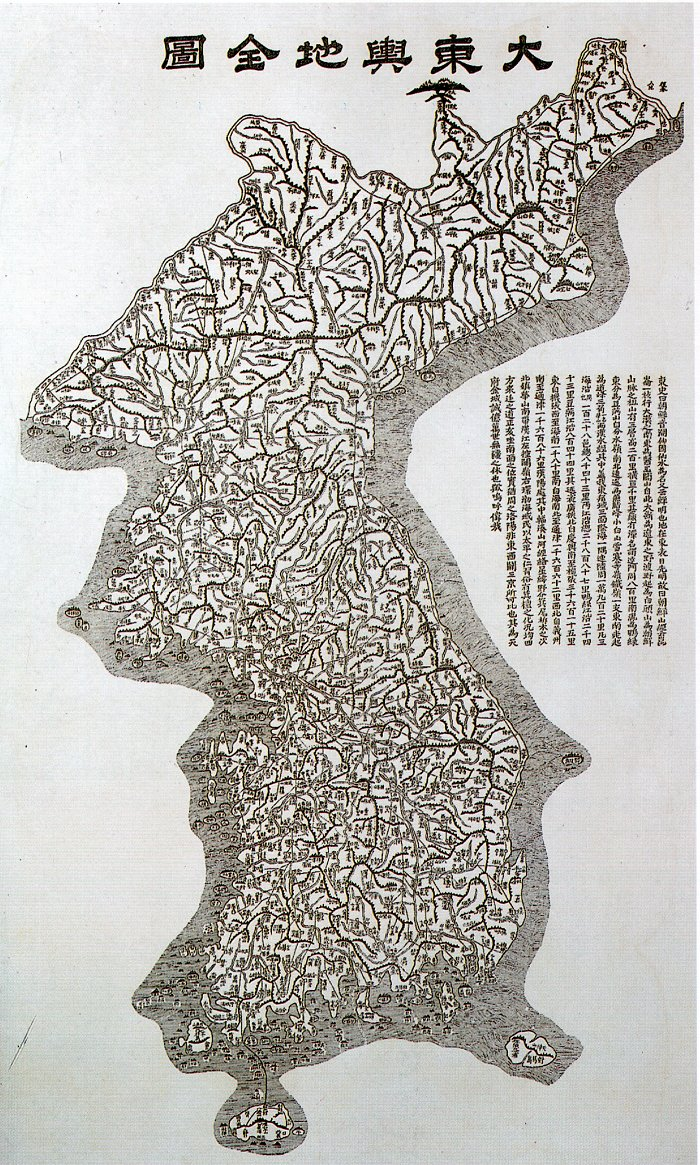
Un mapa de 1860 que inclou les illes Tsushima com a part de Corea.

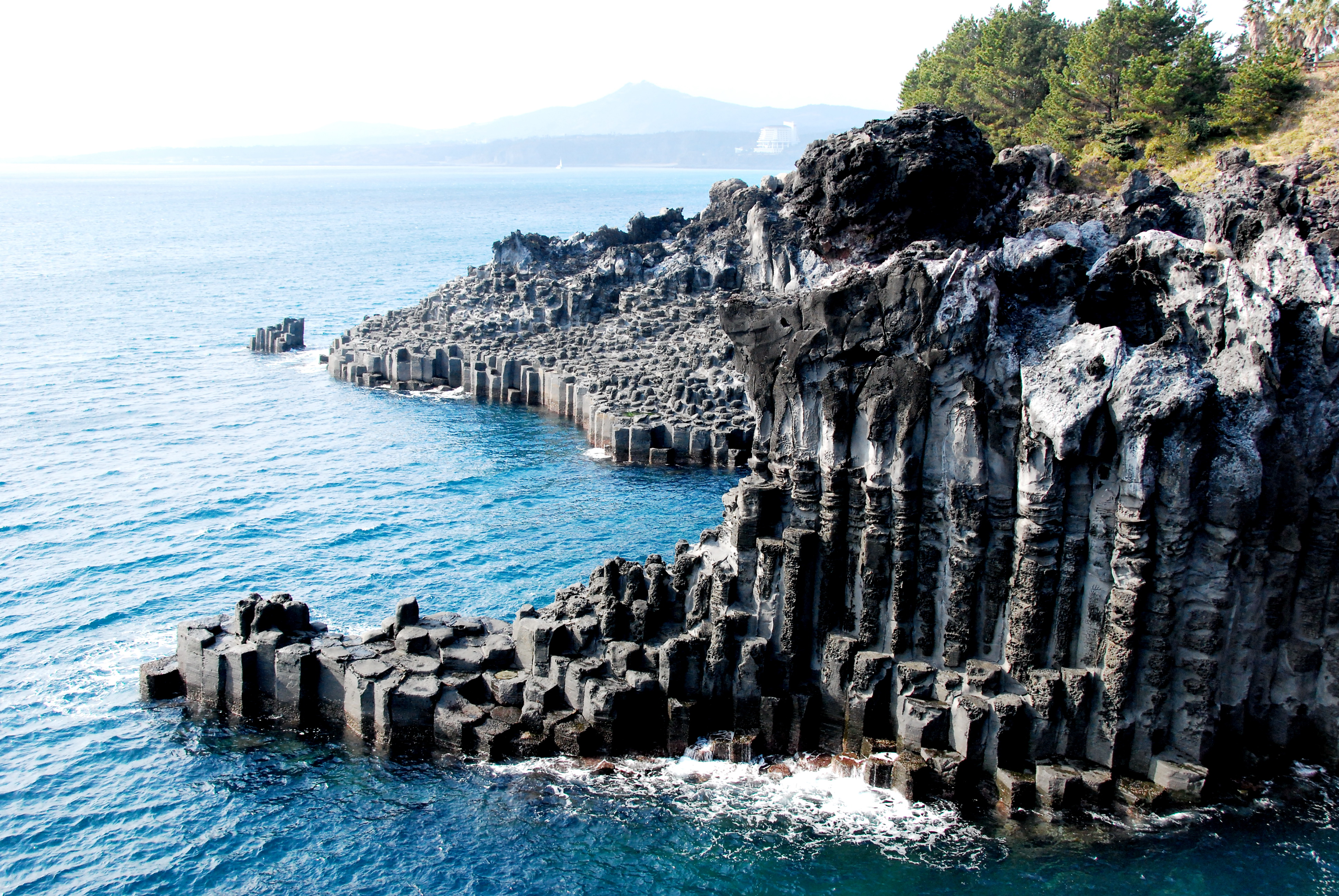
Costa de l'illa Jeju.

A diferència de moltes muntanyes antigues a terra ferma, moltes illes importants a Corea eren formades per l'activitat volcànica en l'orogènia cenozoica. L'illa Jeju, situada fora la costa del sud, és una illa volcànica gran, la muntanya principal de la qual el mont Halla o Hallasan (1.950 m) és el més alt a Corea del Sud. L'illa Ulleung és una illa volcànica a la Mar del Japó, la composició de la qual és més fèlsic que Jeju. Les illes volcàniques tendeixen a ser més joves, com més cap a l'oest.
Com que la regió muntanyosa és majoritàriament a la part oriental de la península, els rius principals tendeixen a fluir cap a l'oest. Dues excepcions són el Nakdong (Nakdonggang) que flueix cap al sud i el Seomjin (Seomjingang). Els rius importants que discorren cap a l'oest inclouen el riu Amnok, el Chongchon (Chongchongang), el Taedong (Taedonggang), el riu Han (Hangang), el Geum (Geumgang), i el Yeongsan (Yeongsangang). Aquests rius tenen planes d'inundació vastes i proporcionen un ambient ideal pel cultiu d'arròs.
Les línies costaneres del sud i sud-oest de Corea formen ries ben desenvolupades, coneguda com a Dadohae-jin en coreà. La seva línia de costa serpentejant proporciona mars suaus, i un ambient tranquil que permet la navegació segura, pesca, i el conreu d'algues. A més a la línia de costa complexa, la costa occidental de la península coreana té una amplitud de marea extremadament alta (a Inchon, cap al centre de la costa occidental, pot arribar als 9 m).

## Demografia

Hunmin jeong-eum, després anomenat Hangul.

La població combinada de Corea és d'uns 73 milions (Corea del Nord: 23 milions, Corea del Sud: 50 milions). Corea és poblat principalment grup ètnic molt homogeni, els coreans, que parlen coreà.
El nombre d'estrangers que viuen a Corea ha augmentat fortament des de finals del segle xx, especialment a Corea del Sud, on resideixen més d'un milió d'estrangers.
Es calcula que només hi ha 26.700 descendents de l'antiga comunitat xinesa a Corea del Sud.
Tanmateix, els darrers anys, la immigració des de la Xina continental ha augmentat; 624.994 persones de nacionalitat xinesa han emigrat a Corea del Sud, incloent-hi 443.566 d'ascendència coreana.
A Corea del Nord també hi ha petites comunitats de persones d'ètnia xinesa i japonesa.
El coreà és la llengua oficial a les dues Corees. La genealogia del coreà és discutida.

## Cultura i arts

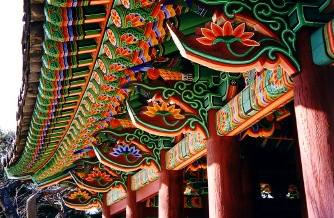
Arquitectura budista coreana

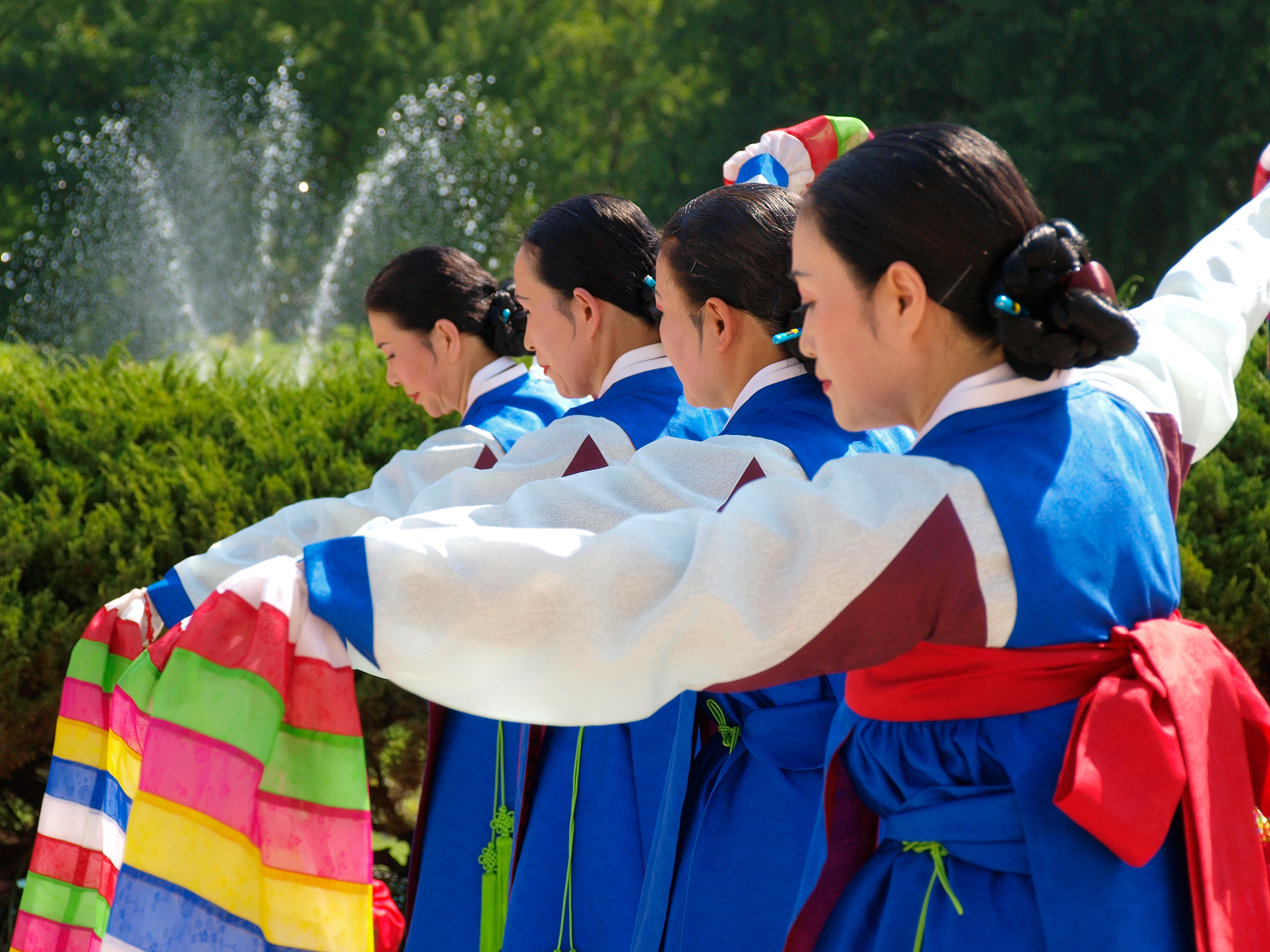
Dansa coreana tradicional (Jinju geommu)

En texts xinesos antics, es fa referència a Corea com "rius i muntanyes brodades en seda" (금수강산, 錦繡江山) i "Nació Oriental de Decorum" (동방예의지국, 東方禮儀之國).
Durant els segles vii i viii, la ruta de la Seda connectava Corea a Aràbia. El 845, els comerciants àrabs escrivien, "Més enllà de la Xina és una terra on abunda l'or i que és anomenat Silla. Els musulmans que se n'han anat allà han estat encisats pel país i tendiren a instal·lar-se allà i abandonen tota la idea de marxar.
Les festes coreanes sovint mostren colors vibrants, que s'han atribuït a influències mogoles: el vermell brillant, groc, i verd sovint marquen motius coreans tradicionals. Aquests colors brillants són a vegades usats en el vestit tradicional conegut com hanbok.

### Literatura
La literatura coreana escrita abans del final de la dinastia Joseon s'anomena "clàssica" o "tradicional". La literatura, escrita en caràcters xinesos (hanja), s'establí alhora amb l'arribada de l'escriptura xinesa a la península. Els estudiosos coreans escrivien poesia en l'estil coreà clàssic ja al segle ii dC, reflectint pensaments coreans i experiències d'aquell temps. La literatura coreana clàssica té les seves arrels en creences folklòriques tradicionals i contes folklòrics de la península, fortament influïda pel confucianisme, el budisme i el taoisme.
La literatura moderna es connecta sovint amb el desenvolupament del hangul, que ajudava a l'extensió de l'alfabetització de l'aristocràcia a la gent comuna i les dones. El hangul, tanmateix, només arribà a una posició dominant en la literatura coreana en la segona meitat del segle xix, resultant en un creixement massiu de la literatura coreana.
La Guerra de Corea conduí al desenvolupament de literatura centrada en les ferides i caos de la guerra. Molta de la literatura de postguerra a Corea del Sud tracta amb les vides diàries de gent corrent, i les seves lluites amb el dolor nacional. L'esfondrament del sistema de valors coreà tradicional és un altre tema comú en aquest moment.

### Religió

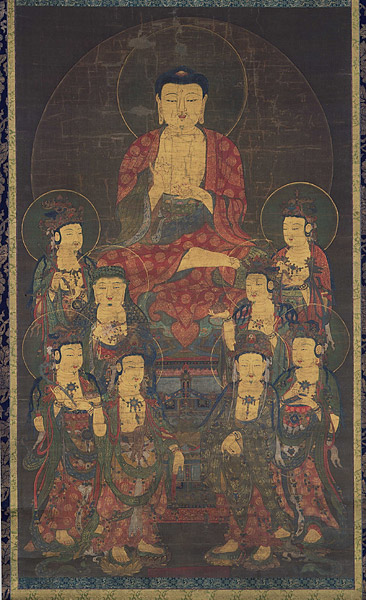
Amitabha i els vuit grans Bodhisattvas, Goryeo de la dècada del 1300

La tradició confucianista ha dominat el pensament coreà, amb contribucions del budisme, taoisme, i el xamanisme coreà. Tanmateix, des de mitjan segle xx, el cristianisme ha competit amb el budisme a Corea del Sud, mentre que la pràctica religiosa s'ha suprimit a Corea del Nord. Durant la història coreana i cultura, sense tenir en compte separació; la influència de creences tradicionals de Xamanisme Coreà, Mahayana Buddhism, Confucianism i taoisme han romàs una religió subjacent de la gent coreana així com un aspecte vital de la seva cultura; totes aquestes tradicions han coexistit pacíficament per centenars d'anys fins avui malgrat Westernisation, fort des de conversions missioneres Cristianes al Sud o la pressió del govern comunista Juche al nord.
Segons les estadístiques del 2005 compilades pel govern de Corea del Sud, aproximadament un 46% de ciutadans afirmaven no seguir cap religió particular. Els cristians constitueixen un 29,2% de la població (dels quals el 18,3% són protestants i els catòlics un 10,9%) i els budistes un 22,8%
L'islam és practicat a Corea del Sud per aproximadament 45.000 habitants (al voltant d'un 0,09% de la població) a més a més a uns 100.000 treballadors estrangers de països musulmans.

### Cuina

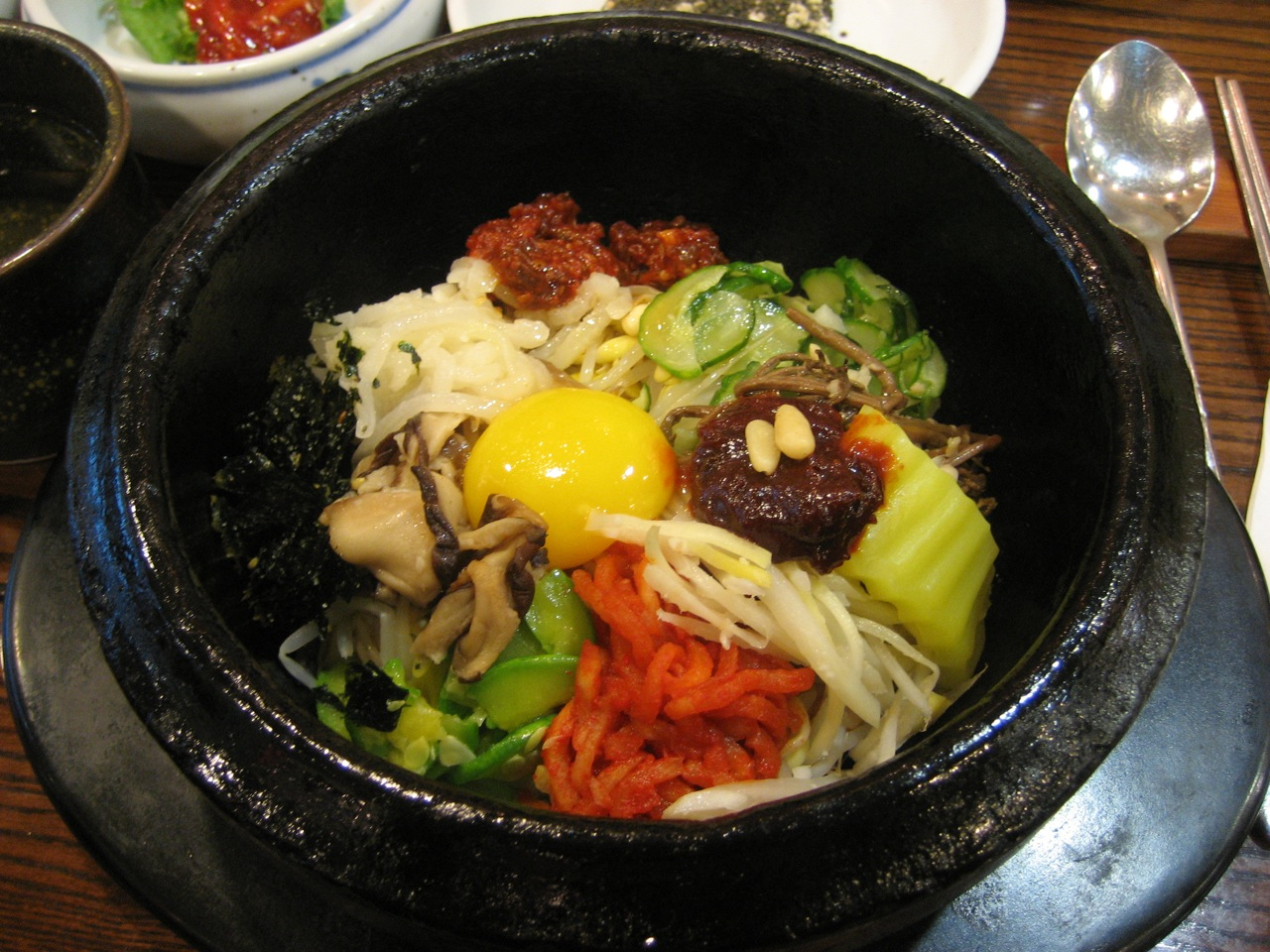
El bibimbap, arròs variat.

La cuina coreana és probablement més coneguda pel kimchi, un entremès que utilitza un distintiu procés de conserveació per fermentació de verdures, usualment col. El bulgogi (carn adobada rostida, normalment bou), galbi (costelles curtes adobades i rostides a la graella), i samgyeopsal (cansalada) són populars entrants de carns. El peix també és popular, com font de proteïna animal habitual entre els coreans. Els àpats són acompanyats normalment amb una sopa o estofat, com el galbitang (costelles estofades) i el doenjang jjigae (sopa de pasta de mongetes fermentades). El centre de la taula s'omple d'una col·lecció compartida d'entremesos anomenats banchan.
Altres plats populars inclouen el bibimbap que literalment significa "arròs variat" (arròs barrejat amb carn, verdures, i pasta de pebre vermell) i naengmyeon (fideus freds). Un refrigeri comú a Corea és el kimbab, que és arròs barrejat amb verdures i carn embolicada amb alga. Mentre que una varietat cada vegada més àmplia d'ingredients s'utilitzen en kimbap, el peix de manera crua o cuita es fa servir rarament, potser a causa de l'origen de kimbap com un refrigeri portàtil, de fàcil empaquetatge i el peix es corromp de pressa si no es manté refrigerat.
Els fideus instantanis són també un refrigeri molt popular. Els coreans també gaudeixen de menjar de pojangmachas (venedors de carrer), on es pot comprar un tteokbokki (pastís d'arròs i peix cobert d'una salsa de gochujang picant), calamar fregit i moniato glassejat. El soondae, una botifarra feta de fideus de cel·lofana i sang de porc es menja àmpliament.
Addicionalment, alguns altres refrigeris comuns inclouen el "chocopie", pa de gambes, "bbungtigi" (galeta d'arròs fregit), i "nu lung ji" (arròs fregit). El nu lung ji es pot menjar tal qual o bullit amb aigua per fer una sopa. Els nu lung ji es pot menjar com a refrigeri o com a postres.

## Educació
El sistema escolar coreà modern consta de sis anys en escola primària, tres anys a escola secundària, i tres anys en institut. S'exigeix que els estudiants assisteixin a l'educació primària i secundària, i no han de pagar la seva educació, amb l'excepció d'una petita quota anomenada una "quota de suport d'operació escolar" que difereix d'escola a escola. El Programa PISA, coordinada per l'Organització per a la Cooperació i el Desenvolupament Econòmic, classifica l'educació en ciències a Corea del Sud com la tercera millor al món i sent significativament més alt que la mitjana dels països de l'OCDE.
Corea també és classificat segon en matèries com les matemàtiques i la literatura i primer en la solució de problemes. Encara que els estudiants sud-coreans sovint figuren alts en proves comparatives internacionals, el sistema d'educació és criticat de vegades pel seu excessiu èmfasi en l'aprenentatge passiu i la memorització. El sistema d'educació coreà és molt més estricte i estructurat que els sistemes educatius de la majoria de les societats occidentals. També se sol criticar l'alta dependència i prevalença d'institucions privades no escolars (Hagwon), empreses privades educatives, com a problema social essencial, a causa de les diferències d'accés segons el poder adquisitiu de les famílies. Tanmateix, la situació s'inverteix marcadament, després que els estudiants ingressin a universitat.

## Ciència i tecnologia

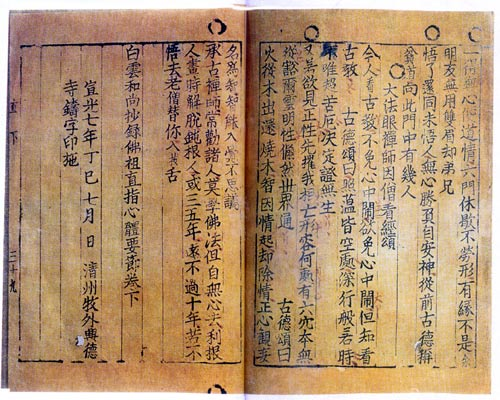
Jikji, el primer llibre conegut imprès amb tipus de metall movible, 1377.

Un dels artefactes més coneguts de la història de la ciència i la tecnologia de Corea és el Cheomseongdae (첨성대, 瞻星臺), un observatori de 9,4 metres d'alçada construït en 634.
El primer exemple coreà conegut d'impressió en làmina de fusta que sobreviu és el Mugujeonggwang Gran Dharani Sutra.
Es considera que es publicà a Corea entre 750-751 cosa que el faria anterior al Sutra del Diamant. La seda de Goryeo era molt apreciada pels occidentals i la ceràmica coreana feta amb celadont blau/verd era de la qualitat més alta i era comerciada fins i tot amb mercaders àrabs. Goryeo tenia una bulliciosa economia amb una capital freqüentada per comerciants d'arreu del món conegut.
Durant el període de Joseon s'inventà el Vaixell Tortuga (geobukseon), que era cobert per una coberta de fusta i ferro amb espines,
així com altres armes com el canó de bigyeokjincheolloe (, 飛擊震天雷) i el hwacha.
L'alfabet coreà hangul també fou desenvolupat durant aquella època pel rei Sejong el Gran.

## Esport
Mentre que el futbol roman un dels esports més populars a Corea, encara es considera que l'art marcial de taekwondo és l'esport tradicional nacional. El beisbol està creixent en popularitat.

### Taekwondo
El taekwondo és l'esport nacional de Corea i un dels esports més famosos del país. Segons la història coreana antiga, els soldats aprenien taekwondo com a font principal de formació física. Combina tècniques de combat, autodefensa, esport, exercici i en alguns casos la meditació i la filosofia. El taekwondo ha esdevingut esport olímpic oficial, començant com a esport de demostració el 1988 (Jocs Olímpics de Seül) i convertint-se en un esport olímpic de ple dret el 2000 (Jocs Olímpics de Sydney).

### Hapkido
L'hapkido és una art marcial coreana similar al jujutsu que empra claus, llançaments, puntades de peu, cops de puny i uns altres atacs sorprenents com atacs contra els punts de pressió. L'hapkido emfatitza el moviment circular, els moviments de no resistència i el control de l'adversari. Els practicants procuren guanyar avantatge amb el joc de cames i el posicionament del cos per emprar el palanquejament, evitant l'ús de força contra força.